# Boloria palina
Boloria palina är en fjärilsart som beskrevs av Hans Fruhstorfer 1904. Boloria palina ingår i släktet Boloria och familjen praktfjärilar. Inga underarter finns listade i Catalogue of Life.